# Francisco García (Basketballspieler)
Francisco Alberto García (* 31. Dezember 1981 oder 1980 in San Francisco de Macorís) ist ein ehemaliger dominikanischer Basketballspieler. Er war vor allem als guter Distanzschütze bekannt.

## Karriere
García spielte zunächst drei Jahre an der University of Louisville unter Coach Rick Pitino. Beim NBA-Draft 2005 wählten ihn die Sacramento Kings an 23. Stelle aus. Insgesamt spielte García sieben Jahre für die Kings. Ab dem dritten Jahr wurde er bei den Kings ein wichtiger Spieler von der Bank, der regelmäßig 10 Punkte im Schnitt erzielte. Danach zwangen Verletzungen ihn immer zum Aussetzen von Spielen.
Am 20. Februar 2013 wurde er zusammen mit Thomas Robinson und Tyler Honeycutt für Patrick Patterson und weitere Spieler, zu den Houston Rockets transferiert. 2013 verlängerte er seinen auslaufenden Vertrag bei den Rockets. Am 5. August 2013 unterzeichnete García bei den Rockets einen neuen Vertrag.
Am 19. Dezember 2014 wurde er von den Rockets nach den Erwerb von Corey Brewer und Alexey Shved entlassen. Danach fand er keine Anstellung in der NBA und spielte 2016 kurz für Vaqueros de Bayamón in Puerto Rico.